# Эндер, Иоганн Непомук
Иоганн Непомук Эндер (нем. Johann Nepomuk Ender; 4 ноября 1793, Вена, — 16 марта 1854, там же) — австрийский художник.

## Жизнь и творчество
И. Н. Эндер в течение нескольких лет изучал живопись в венской Академии изобразительных искусств. Впервые представил свою картину («Смерть Марка Аврелия») на выставке в Академии, и работа молодого художник была премирована. В 1818 году Эндер приглашается венгерским графом Иштваном Сеченьи соучаствовать в его путешествии по Греции и Италии. Из этой поездки Эндер привозит множество эскизов, ставших впоследствии основой для его художественных полотен. Во время пребывания в Италии художник сумел познакомиться с влиятельными людьми, с помощью которых он впоследствии получил возможность учиться в римской Академии Святого Луки.
В 1826 году Эндер возвращается в Австрию, живёт в Вене и работает как свободный художник, в первую очередь как портретист. Одной из лучших работ мастера считается его «Распятие Христа», написанное им в 1850—52 годы для венского Собора Святого Стефана. Кроме масляной живописи, И. Н. Эндер занимался также медной гравюрой. Художниками были также брат-близнец Иоганна, Томас Эндер и сын Эдуард.

## Галерея

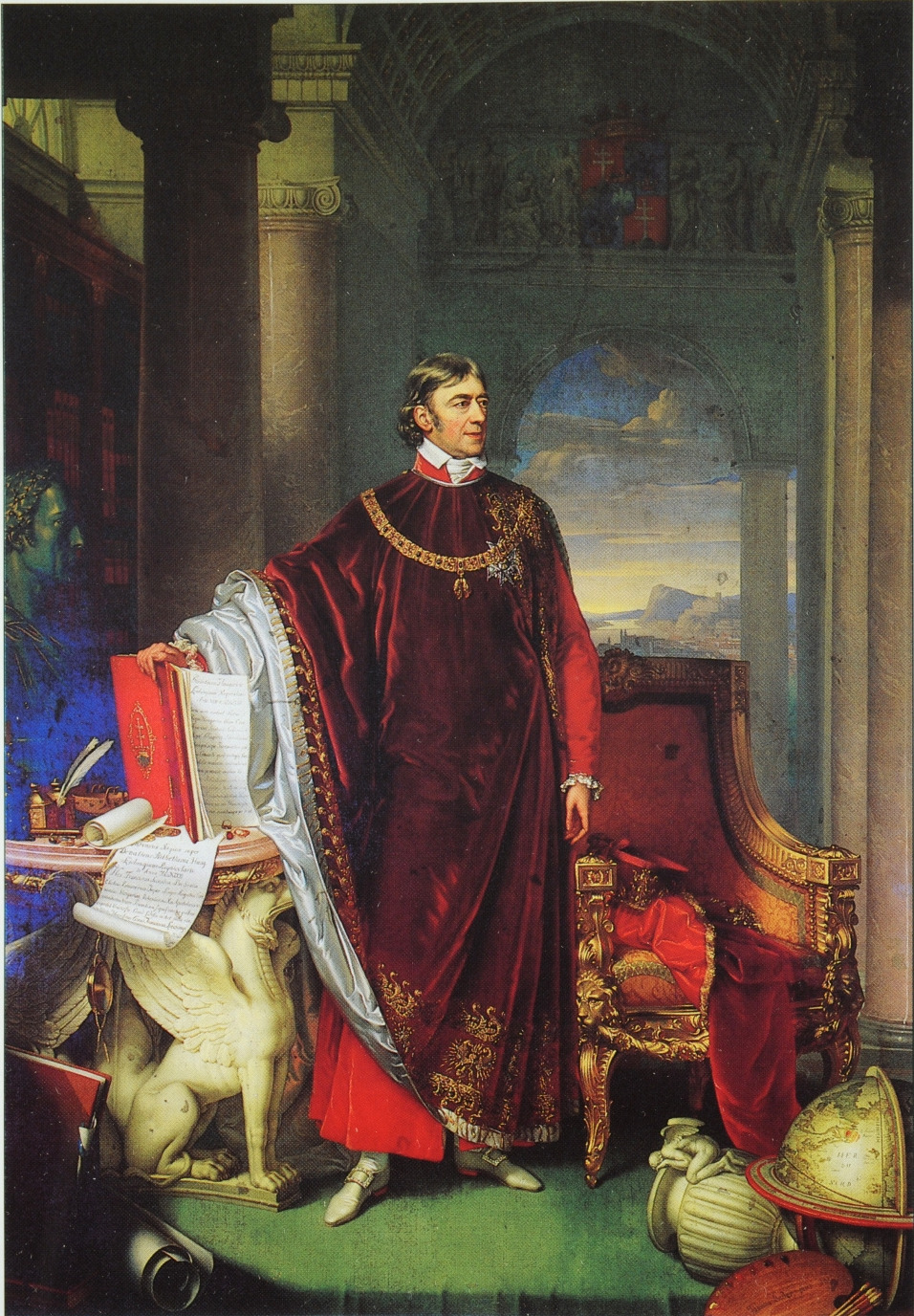
Портрет Ференца Сеченьи (1823)
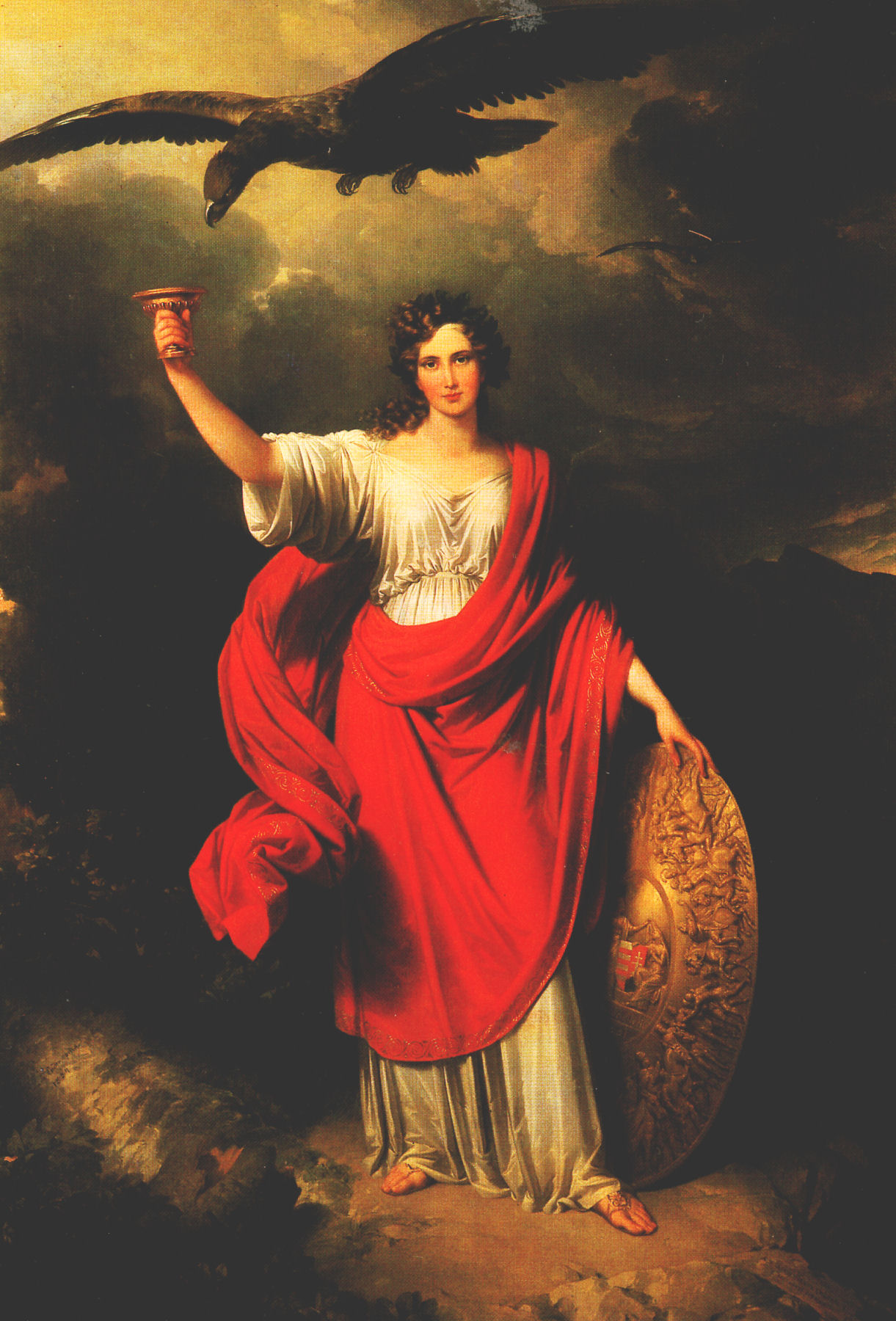
Сквозь тьму - к свету (аллегория, 1831)
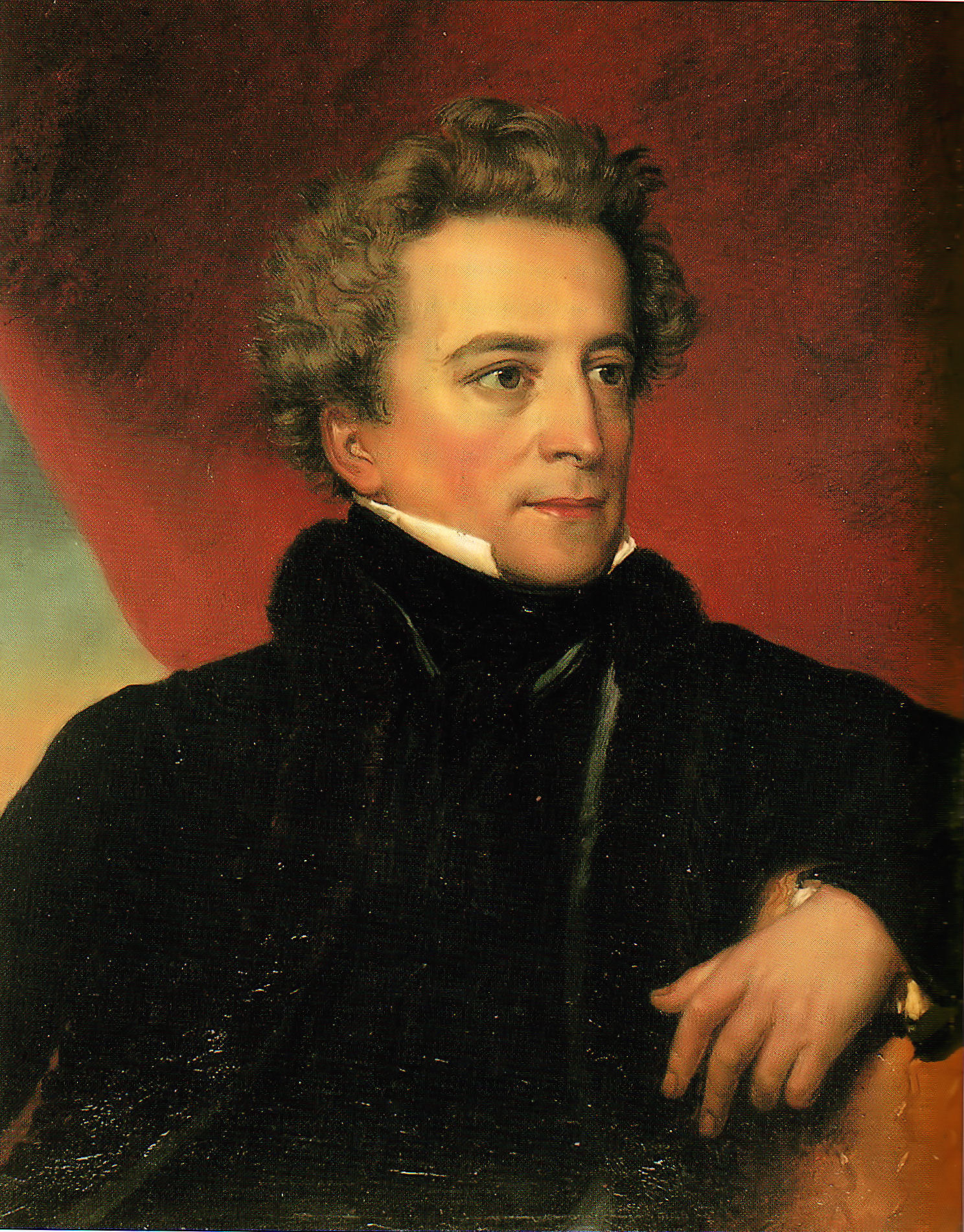
Портрет графа Йожефа Дешефи (ок. 1820)
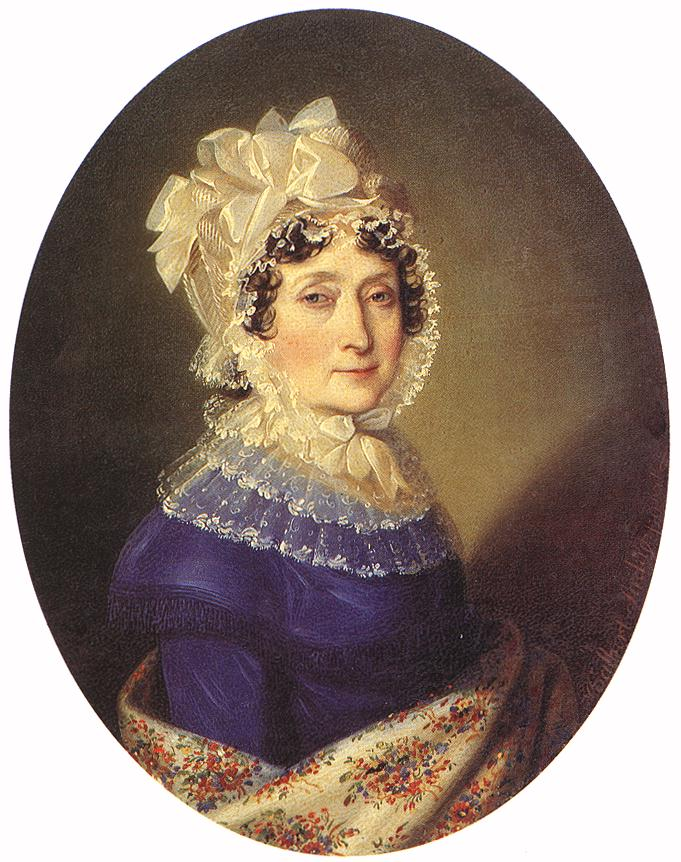
Портрет графини Юлианы Сеченьи (1817)
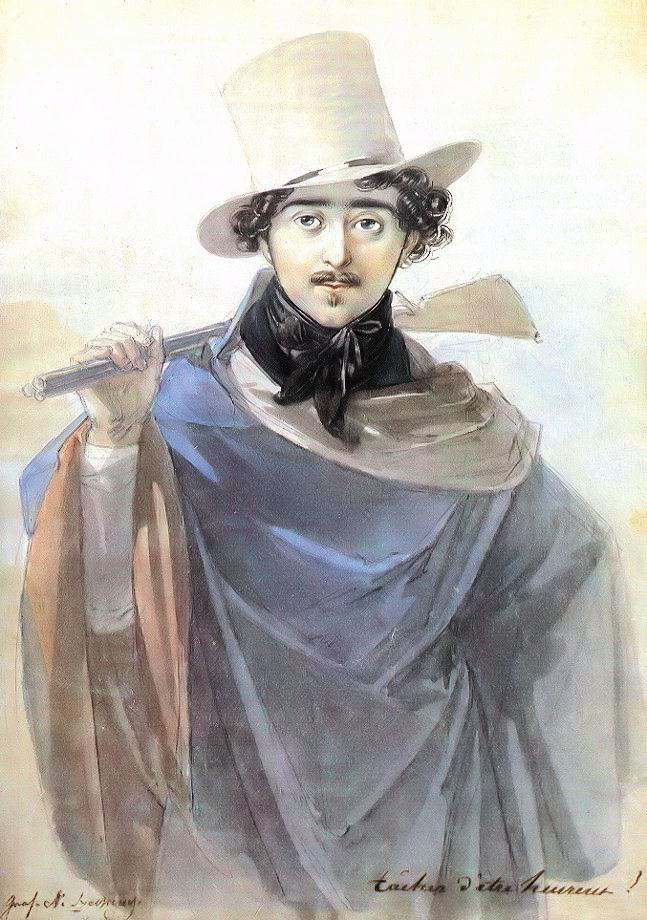
Портрет графа Иштвана Сеченьи (1818)
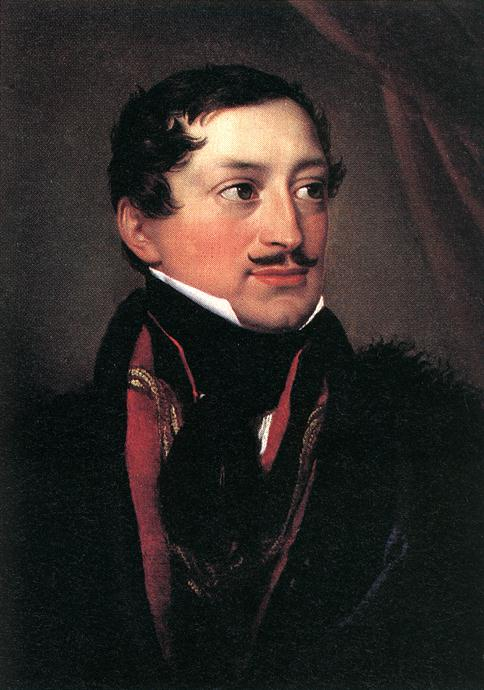
Портрет графа Михая Эстерхази (ок. 1830)
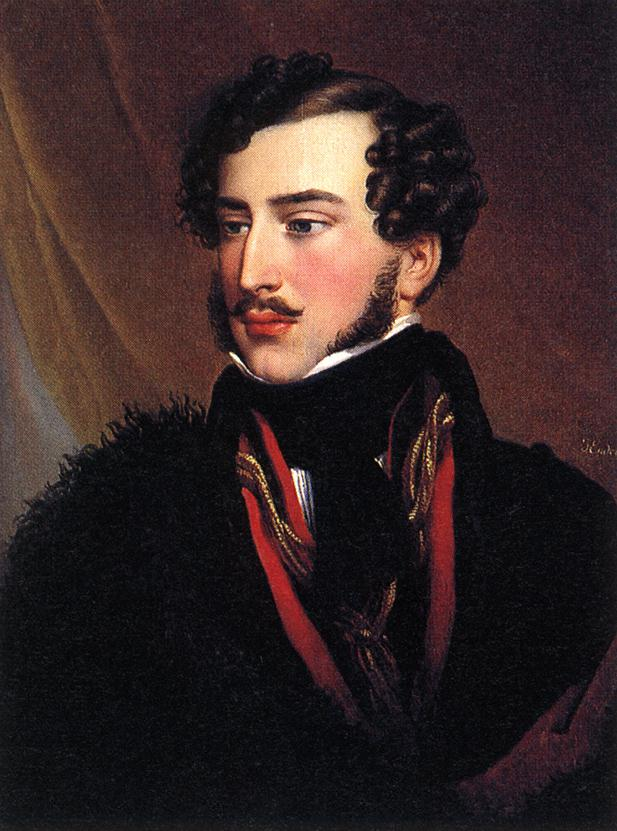
Портрет графа Дьёрдя Карольи (ок. 1830)
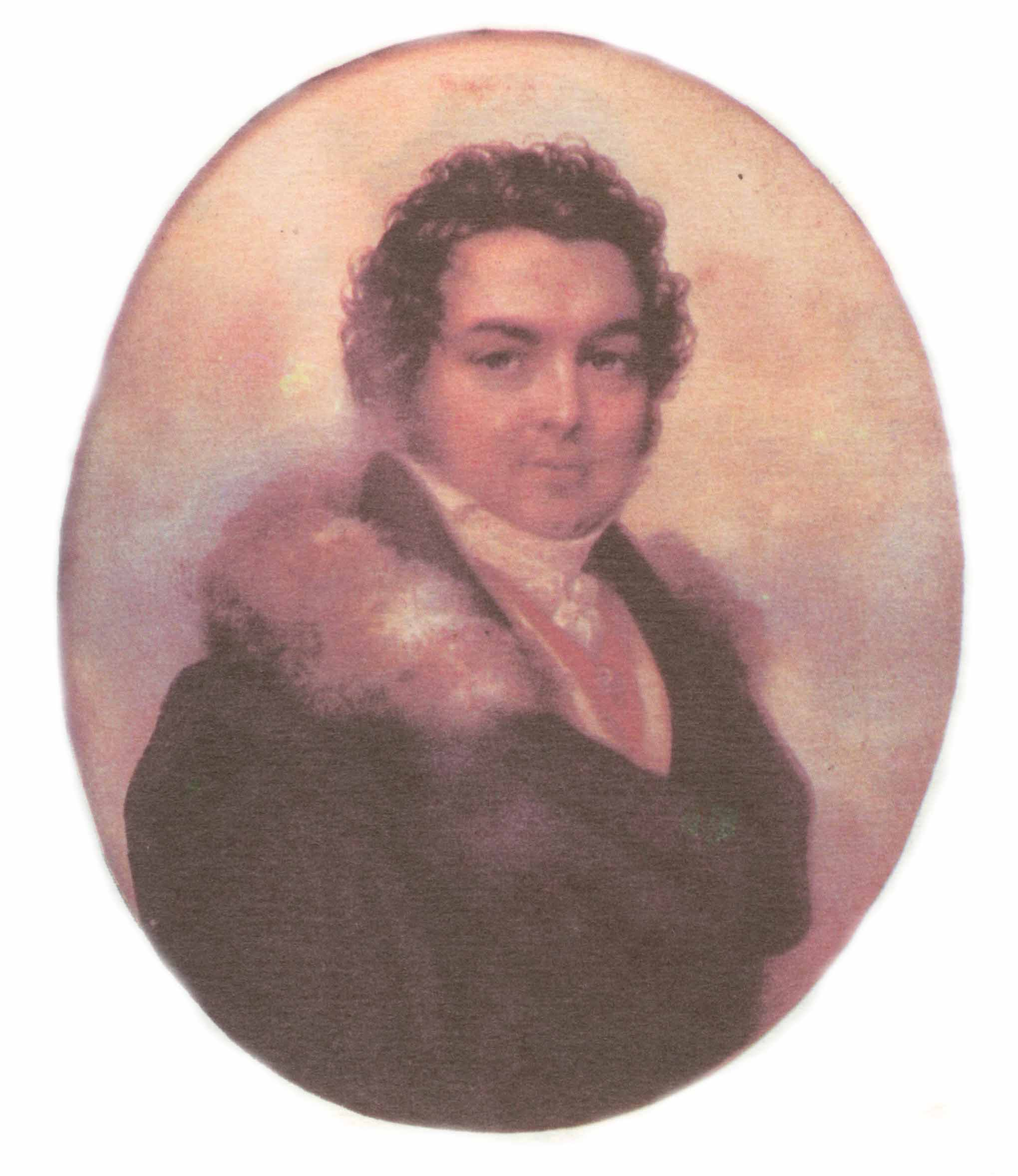
Портрет графа Пётра Дмитриевича Бутурлина, акварель.